# Visa Electron

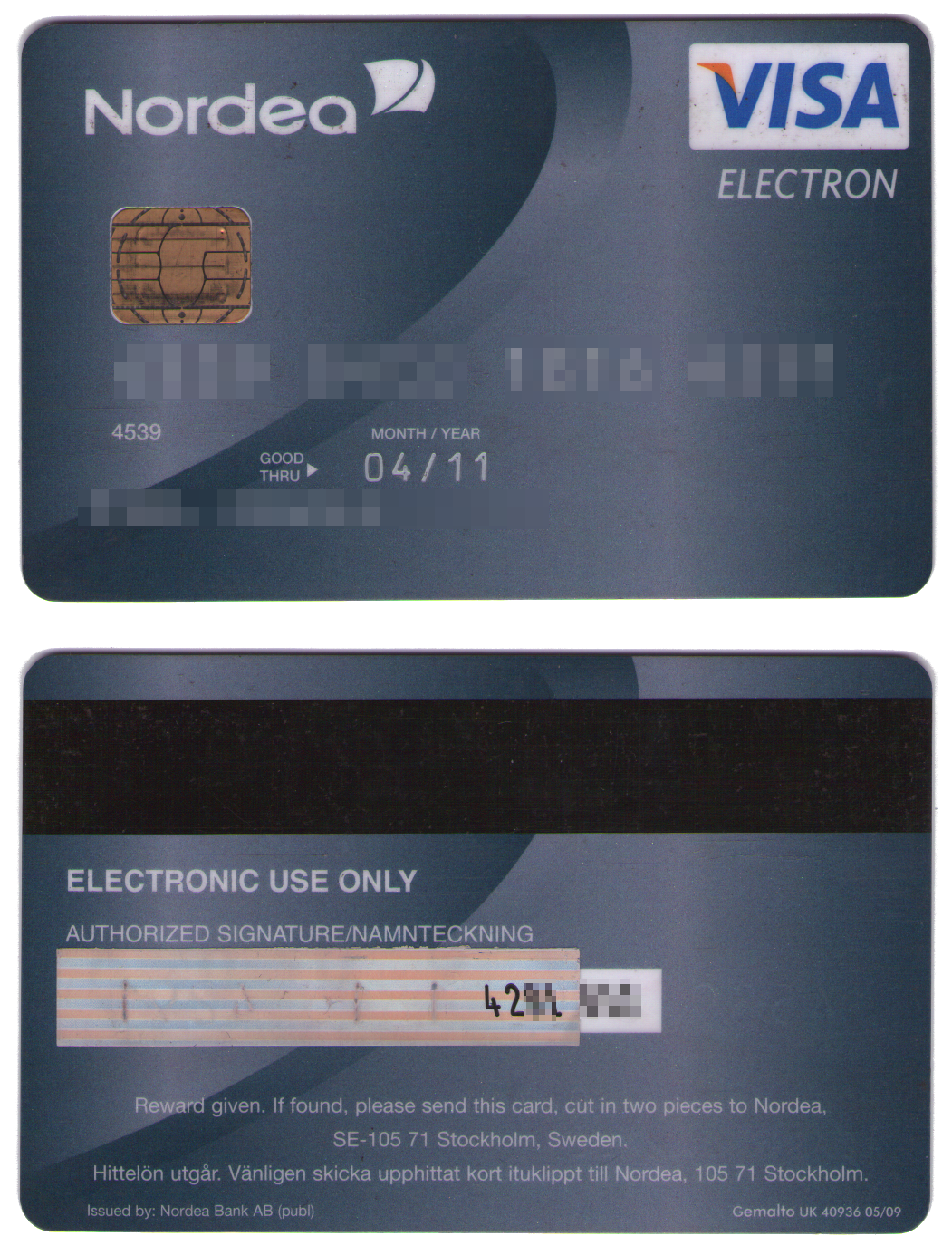
Kortet Visa Electron utfärdat av Nordea.

Visa Electron var ett debetkort som gavs ut av VISA sedan mitten av 1980-talet. Kortet var ett så kallat online-kort, vilket innebär att kortet i princip är omöjligt att övertrassera. Kortet kunde tecknas av ungdomar från 11 år till skillnad från kreditkort, som inte kan tecknas av underåriga. Visa Electron accepterades på ställen med Visa Electron-dekal. Även personer som tidigare har haft betalningssvårigheter (betalningsanmärkningar) kunde teckna ett Visa Electron-kort.
Logotypen bestod av den sedvanliga VISA-texten. Under stod det dock textat "ELECTRON" i vitt. Visa Electron motsvarade MasterCards Maestro-kort.
Utgivningen av Visa Electron-kort minskade under 2010-talet, med många banker som ersatte dem med Visa Debit-kort. Visa upphörde med produkten globalt 2024.